# 大洪水 (アントニオ・カラッチの絵画)
『大洪水』(だいこうずい、仏: Le Déluge、英: The Flood）は、17世紀イタリア・バロック期の画家アゴスティーノ・カラッチの息子で画家のアントニオ・カラッチが1615-1618年ごろにキャンバス上に油彩で制作した絵画である。ボローニャの司祭ガヴォッティのコレクションに由来し、ジュール・マザラン枢機卿の所有を経た後の1661年にフランス国王ルイ14世に取得された。1793年以来、パリのルーヴル美術館に所蔵されている。

## 作品
大洪水にまつわる物語は、『旧約聖書』中の「創世記」で語られるノアの方舟伝説が有名である。しかし、本作はギリシア神話で語られる大洪水を主題としている。ギリシア神話では、人類の黄金時代、白銀時代に続く時代を青銅時代と呼ぶ。この時期の種族の人類は粗暴で、常に殺し合いをしていた。この様子を天から見ていたゼウスはすっかり愛想がつき、新しい種族の人類を作り出すことにした。しかし、デウカリオーンとピュラーは神を敬い、正しい行いをしていたため、彼はこの2人から新たな人類を作ることにしたのである。
ゼウスは大洪水を起こして、古い人類を一掃させる計画をデウカリオンとピュラに伝え、彼らに方舟を造らせた。その後、ゼウスは激しい豪雨を降らせ、海神ポセイドーンに協力を求め地震と津波を起こさせた。すると陸地は完全に水の中に沈み、デウカリオンとピュラ以外の人類はすべて滅んでしまう。一方、2人は9日9夜、方舟で水の上をさまよったが、水が引いた時、方舟はパルナッソス山の山腹に漂着した。
カラッチは、本作で大洪水そのものを描いているわけではない。大洪水に直面し、抗うすべもなく、自分たちを待ち受ける運命に絶望する人々を表している。画中には、なんとか岩に掴まり身を守ろうとする人、馬の背にしがみつく老人、沈みかけた船に不安そうに乗っている人、天に向かって両手を広げ悲嘆に暮れる人などが見いだされる。彼らの様々な表情やポーズに絶望の心理が刻まれ、彼らの悲嘆が生々しく伝わってくる。しかし、画面左上に目を転じると、真っ暗な空の中、徐々に光が差し込んできており、新しい時代の到来が示唆されている。